# Grupo Desportivo Sagrada Esperança
Il Grupo Desportivo Sagrada Esperança, meglio noto come Sagrada Esperança, è una società calcistica angolana con sede a Dundo.
Fondato il 22 dicembre 1976, ha vinto 2 campionati angolani, 2 Coppe d'Angola e un campionato angolano di seconda divisione.

## Palmarès

### Competizioni nazionali
- Campionato angolano: 2

2005, 2020-2021
- Coppa d'Angola: 2

1988, 1999
- Campionato angolano di seconda divisione: 1

2009 (gruppo C)

### Altri piazzamenti
- Campionato angolano:

Secondo posto: 2023-2024
- Coppa d'Angola:

Finalista: 2003, 2009, 2015

## Stadio
Il club gioca le gare casalinghe allo stadio do Dundo, che ha una capienza di 3 000 posti a sedere.

## Partecipazioni a competizioni CAF
- CAF Champions League:

2005 - primo turno
2006 - turno preliminare
- CAF Cup: 2 partecipazioni

1992 - Secondo turno
1998 - Primo turno
- Coppa delle Coppe d'Africa: 2 partecipazioni

1989 - Second turno
2000 - Secondo turno